# Breaker
A Breaker a német heavy/power metal együttes az Accept harmadik albuma. Az albumot a Delta stúdióban vették fel Wilsterben Dirk Stefens producer közreműködésével. Ez volt az első Accept album, amit Michael Wagener hangmérnökkel vettek fel. Peter Baltes basszusgitáros ezen az albumon is énekel a Breaking Up Again és a Midnight Highway című számokban.
Az I’m a Rebel album kommercializmusra tett sikertelen kísérlete után az Accept úgy döntött, hogy semmilyen külső embernek nem engedi meg, hogy befolyásolják az együttest. Az együttes egy nagyon hideg tél közepén arra konncentrált, hogy olyan albumot készítsen, ami valóban olyan lesz, amilyenre ők szeretnék csinálni. Udo Dirkschneider erre úgy emlékszik vissza, hogy „az I’m a Rebel album tapasztalatait követően az volt a célunk, hogy zeneileg ne befolyásolják külső emberek az együttest ez idő alatt.” 
Udo szerint a Breaker az Accept legjobb albumai között van, és ez jelöli az együttes legnagyobb korszakának kezdetét.  Később az album címéről kapta a nevét Udo saját kiadója a Breaker Records.

## Az album dalai
| #   | Cím                   | Szerző(k) | Hossz |
| --- | --------------------- | --------- | ----- |
| 1.  | Starlight             | Accept    | 3:52  |
| 2.  | Breaker               | Accept    | 3:35  |
| 3.  | Run If You Can        | Accept    | 4:49  |
| 4.  | Can't Stand the Night | Accept    | 5:23  |
| 5.  | Son of a Bitch        | Accept    | 3:52  |
| 6.  | Burning               | Accept    | 5:14  |
| 7.  | Feelings              | Accept    | 4:48  |
| 8.  | Midnight Highway      | Accept    | 3:58  |
| 9.  | Breaking Up Again     | Accept    | 4:37  |
| 10. | Down and Out          | Accept    | 3:44  |

## Közreműködők
- Udo Dirkschneider – ének
- Wolf Hoffmann – gitár
- Jörg Fischer – gitár
- Peter Baltes – basszusgitár
- Stefan Kaufmann – dob